# Участок лейтенанта Качуры
«Участок лейтенанта Качуры» — серия из четырёх 4-серийных мини-сериалов 2010—2015 годов.

Цикл фильмов режиссёра И. Четверякова в жанровом ключе детектива под общим заголовком «Участок лейтенанта Качуры» состоит из четырех минисериалов «Иллюзия охоты» (2010), «Сетевая угроза» (2011), «Смертельный танец» (2012), «Черная паутина» (2015). Главным героем является сельский участковый (актер П. Харланчук) — обаятельный, чистосердечный и доброжелательный парень.— Республика Беларусь — 25 лет созидания и свершений. В 7 т. Т. 7., 2020
Изначально в 2010 году по заказу российского телеканала ТВЦ киностудией «Белорусьфильм» был снят 4-серийный мини-сериал «Иллюзия охоты», который получил зрительский успех и высокий рейтинг как на российских каналах, так и на белорусском ОНТ.
В дальнейшем были сняты ещё три мини-сериала, которые объединяет общий герой — лейтенант Качура, участковый села Заречное, в остальном сериалы не связаны, хотя есть ряд «сквозных» персонажей таких как комический школьный сторож Вася-Бензин и оперативник райотдела Лущик.

Надо понимать, что первая часть и три следующие, — это разные фильмы. Первый был совсем не про Качуру. Это детективная история про московскую девочку, которая приехала в Беларусь в поисках пропавшего отца, а сельский лейтенант был лишь одним из действующих лиц. Но руководство «Беларусьфильма» решило, что та история была отличным началом сериала про белорусского милиционера, и все четырехсерийные фильмы объединило под общей шапкой «Участок лейтенанта Качуры», хотя каждый из них имеет свое название.— Советская Белоруссия

## «Иллюзия охоты» (2010)
Москвичка Ольга Подольская приезжает в белорусскую глубинку к живущем здесь отцом профессором Подольским, но обнаруживает, что он пропал. Тем временем в лесу охотники находят изуродованный труп местного браконьера. Милиция не может определить, кто убийца — зверь или человек. Следствию помогает управляющий охотничьей базы Харченко, старый знакомый Олиного отца. С Ольге по долгу службы пытается помочь лейтенант Качура. Ольгу преследуют бандиты, требующие какой-то предмет. Кроме того, из Москвы приезжает любовница Подольского — Катя Балашова, но спустя  некоторое время её находят зверски убитой, но на этот раз милиция находит улики указывающие на Ольгу. Вскоре в лесу обнаруживают обезображенный труп, якобы профессора Подольского, однако Ольга упорно утверждает, что это не её отец, и полна решимости докопаться до правды…

### В ролях
- Карина Андоленко — Ольга Подольская
- Павел Харланчук — Андрей Качура, участковый, лейтенант милиции
- Николай Спиридонов — Чигирь
- Сергей Угрюмов — Алексей Вербич
- Борис Полунин — Виктор Сергеевич Харченко
- Сергей Журавель — Вадим Петрович Мерцалов
- Александр Ткачёнок — Подольский
- Вячеслав Солодилов — Рой Грин
- Татьяна Калих — Лера
- Алёна Козырева — Наташа, переводчица
- Игорь Сигов — Степан Гнатюк
- Сергей Ковальский — Лёха
- Никита Рулев — Платон
- Диана Запрудская — Галя
- Матвей Шкуратов — Генка Гвоздь
- Анна Полупанова — Катя Балашова
- Елена Родак-Шкуратова — Марина, жена Кочуры
- Владимир Грицевский — Сергей Ильич Ряскин, начальник уголовного розыска
- Сергей Власов — Коля-Бензин
- Олег Корчиков — Никита Семеныч, рыбак
- Анастасия Щербак — Татьяна
- Евгений Пацино — Зеленин
- Аркадий Сааков — Фрунтик

## Сетевая угроза (2011)
Двое хакеров, узнав, что во время войны в местном озере у деревни Заречье был спрятан груз золота, решают отыскать его. Но для этого им нужно вывести из строя плотину. Сельский участковый лейтенант Качура срывает их преступные планы, угрожающие затоплением целому району.

### В ролях
- Павел Харланчук — Андрей Качура, участковый, лейтенант милиции
- Вадим Утенков — Денис, программист
- Анастасия Сметанина — Даша
- Владимир Грицевский — Сергей Ильич Ряскин, начальник уголовного розыска
- Дмитрий Мухин — Олег
- Анастасия Денисова — Жека
- Руслан Чернецкий — Герман
- Сергей Власов — Коля-Бензин, школьный сторож
- Олег Ткачёв — Семен
- Александр Сухоцкий — дед Яков
- Лариса Маршалова — Вера
- Елена Родак-Шкуратова — Марина, жена Кочуры
- Александр Кашперов — отец Марины
- Александр Одинец — Лущик
- Артем Бородич — Петров
- Святослав Астрамович — Сафронов
- Светлана Никифорова — Микульчиха
- Зинаида Зубкова — старая Микульчиха
- Вероника Пляшкевич — эпизод

## Смертельный танец (2012)
В родное Заречье возвращается Настя Белецкая, школьная подруга Качуры, к которой он испытывал симпатию. Качура с трудом узнает в подавленной и молчаливой девушке Настю, которую он помнил активной и жизнерадостной. В это же время в Заречье происходит несколько криминальных событий: убийство хозяйки магазина и поджог имения вдовы влиятельного бизнесмена. В ходе расследования  Настя Белецкая становится одной из фигуранток дела, к тому же открывается её тёмное прошлое: когда-то в погоне за обещаниями золотых гор, Настя стала жертвой мошенников, которые отправляли девушек якобы на работу танцовщицами, а на деле сдавали в заграничное рабство. Но Насте удалось сбежать и вернуться в родные края. Теперь она жаждет мести.

### В ролях
- Павел Харланчук — Андрей Качура, участковый, лейтенант милиции
- Андрей Фролов — Никита Кряхин, агент ФСБ
- Марина Денисова — Настя Белецкая
- Игорь Денисов — Виктор Николаевич, «Швед»
- Владимир Грицевский — Сергей Ильич Ряскин, начальник уголовного розыска
- Елизавета Лазаревич — Александра, дочь Татьяны
- Юлианна Михневич — Татьяна Курилович
- Сергей Власов — Николай «Коля-Бензин»
- Сергей Кабанов — Дмитрий Дмитриевич Захаренко, хозяин мотеля
- Валерий Зеленский — Гоша Савчук
- Андрей Карако — Петров, дознаватель
- Андрей Сенькин — Романько, эксперт
- Александр Одинец — Лущик, оперативик
- Светлана Никифорова — Микульчиха
- Елена Родак-Шкуратова — Марина, бывшая жена Качуры
- Александр Кашперов — отец Марины
- Ольга Сизова — Люба, подруга Насти
- Игорь Подливальчев — Аркадий Липский, хозяин клуба
- Денис Моисейчик — Барсуков
- Евгения Жукович — Людмила Савчук
- Юлия Ясинская — Зоя Федоренко
- Олег Коц — Каскевич, адвокат

## Черная паутина (2015)
На железной дороге обнаружен труп неизвестного, в его сумке эксперты обнаруживают остатки неизвестного синтетического наркотика, используемого для кустарного приготовления «спайсов». Вскоре в маленьком тихом Заречье от передозировки «спайсами» гибнут двое подростков, а при невыясненных обстоятельствах пропадает старшеклассница Вика Красовская. Для расследования начальник следственного отдела майор Терешко присылает своих подчинённых, в числе которых — Карина Бартош, новый молодой следователь из Минска, в опергруппу включают и местного участкового Андрея Качуру. Распутать это дело непросто — изощрённым преступником, создавшим свою паутину наркобизнеса, оказывается человек, которого сложно в чём-либо заподозрить.

### В ролях
- Павел Харланчук — Андрей Качура, участковый, лейтенант милиции
- Валентина Гарцуева — Карина Бартош, следователь
- Константин Михаленко — майор Терешко
- Артем Бородич — Семён Петров, капитан
- Андрей Сенькин — Максим Романько, эксперт
- Александр Одинец — Виктор Лущик, оперативник
- Светлана Никифорова — Нина Михайловна
- Сергей Власов — Коля-Бензин
- Сергей Чекерес — Игорь Алексеевич Соболев, бизнесмен
- Василий Ницко — Виктор Корецкий, заместитель Соболева
- Дмитрий Есеневич — Валера, водитель Соболева
- Олеся Мацкевич-Грибок — Майя, юрист
- Александр Овчинников — Маркин, директор школы
- Роман Подоляко — Генка Волчек
- Александр Тарасов — Денис Шпаковский
- Егор Кучиц — Максим, сын Соболева
- Татьяна Чердынцева — Елена Гладышева
- Александр Жданович — Павел Красовский, отец Вики
- Наталья Горбатенко — Лариса Красовская, мать Вики

## Локации
Съёмки первого мини-сериала сериала велись в Мядельском районе, Молодечно (железнодорожный вокзал и ЖДК, два кафе, улицы города и дворы), Березинском биосферном заповеднике. Для второго фильма плотина с компьютерным управлением снималась на Вилейской ГЭС. Локациями четвёртого фильма стали рыбхозе «Красная Слобода» в одноимённом посёлке в Солигорском районе, берег Солигорского водохранилища в районе спасательной станции.